# Ҏ
La Ҏ, minuscolo ҏ, chiamata erre con barra, è una lettera dell'alfabeto cirillico. Viene usata solo nella versione cirillica modificata per la lingua sami di Kildin dove rappresenta la consonante vibrante alveolare sorda /r̥/.